# Lista över olympiska medaljörer i tennis
Det här är en lista över olympiska medaljörer i tennis från 1896 till 2024.

## Nuvarande program

### Damsingel
| Spel                       | Guld                                 | Silver                               | Brons                                |
| Paris 1900 Detaljer...     | Charlotte Cooper (GBR)               | Hélène Prévost (FRA)                 | Marion Jones (USA)                   |
| Paris 1900 Detaljer...     | Charlotte Cooper (GBR)               | Hélène Prévost (FRA)                 | Hedwiga Rosenbaumová (BOH)           |
| St. Louis 1904             | inte med på det olympiska programmet | inte med på det olympiska programmet | inte med på det olympiska programmet |
| London 1908 Detaljer...    | Dorothea Douglass Chambers (GBR)     | Dora Boothby (GBR)                   | Joan Winch (GBR)                     |
| Stockholm 1912 Detaljer... | Marguerite Broquedis (FRA)           | Dorothea Köring (GER)                | Molla Bjurstedt (NOR)                |
| Antwerpen 1920 Detaljer... | Suzanne Lenglen (FRA)                | Dorothy Holman (GBR)                 | Kathleen McKane (GBR)                |
| Paris 1924 Detaljer...     | Helen Wills Moody (USA)              | Julie Vlasto (FRA)                   | Kathleen McKane (GBR)                |
| 1928–1984                  | inte med på det olympiska programmet | inte med på det olympiska programmet | inte med på det olympiska programmet |
| Seoul 1988 Detaljer...     | Steffi Graf (FRG)                    | Gabriela Sabatini (ARG)              | Zina Garrison (USA)                  |
| Seoul 1988 Detaljer...     | Steffi Graf (FRG)                    | Gabriela Sabatini (ARG)              | Manuela Maleeva (BUL)                |
| Barcelona 1992 Detaljer... | Jennifer Capriati (USA)              | Steffi Graf (GER)                    | Mary Joe Fernández (USA)             |
| Barcelona 1992 Detaljer... | Jennifer Capriati (USA)              | Steffi Graf (GER)                    | Arantxa Sánchez Vicario (ESP)        |
| Atlanta 1996 Detaljer...   | Lindsay Davenport (USA)              | Arantxa Sánchez Vicario (ESP)        | Jana Novotná (CZE)                   |
| Sydney 2000 Detaljer...    | Venus Williams (USA)                 | Jelena Dementieva (RUS)              | Monica Seles (USA)                   |
| Aten 2004 Detaljer...      | Justine Henin-Hardenne (BEL)         | Amélie Mauresmo (FRA)                | Alicia Molik (AUS)                   |
| Peking 2008 Detaljer...    | Jelena Dementieva (RUS)              | Dinara Safina (RUS)                  | Vera Zvonarjova (RUS)                |
| London 2012 Detaljer...    | Serena Williams (USA)                | Marija Sjarapova (RUS)               | Viktoryja Azaranka (BLR)             |
| Rio 2016 Detaljer...       | Mónica Puig (PUR)                    | Angelique Kerber (GER)               | Petra Kvitová (CZE)                  |
| Tokyo 2020 Detaljer...     | Belinda Bencic (SUI)                 | Markéta Vondroušová (CZE)            | Elina Svitolina (UKR)                |
| Paris 2024 Detaljer...     | Zheng Qinwen (CHN)                   | Donna Vekić (CRO)                    | Iga Świątek (POL)                    |

### Herrsingel
| Spel                            | Guld                                 | Silver                               | Brons                                |
| Aten 1896 Detaljer...           | John Pius Boland (GBR)               | Dionysios Kasdaglis (GRE)            | Momcsilló Tapavicza (HUN)            |
| Aten 1896 Detaljer...           | John Pius Boland (GBR)               | Dionysios Kasdaglis (GRE)            | Konstantinos Paspatis (GRE)          |
| Paris 1900 Detaljer...          | Lawrence Doherty (GBR)               | Harold Mahony (GBR)                  | Reginald Doherty (GBR)               |
| Paris 1900 Detaljer...          | Lawrence Doherty (GBR)               | Harold Mahony (GBR)                  | Arthur Norris (GBR)                  |
| St. Louis 1904 Detaljer...      | Beals Wright (USA)                   | Robert LeRoy (USA)                   | Alphonzo Bell (USA)                  |
| St. Louis 1904 Detaljer...      | Beals Wright (USA)                   | Robert LeRoy (USA)                   | Edgar Leonard (USA)                  |
| London 1908 Detaljer...         | Josiah Ritchie (GBR)                 | Otto Froitzheim (GER)                | Wilberforce Eaves (GBR)              |
| Stockholm 1912 Detaljer...      | Charles Winslow (RSA)                | Harold Kitson (RSA)                  | Oscar Kreuzer (GER)                  |
| Antwerpen 1920 Detaljer...      | Louis Raymond (RSA)                  | Ichiya Kumagae (JPN)                 | Charles Winslow (RSA)                |
| Paris 1924 Detaljer...          | Vincent Richards (USA)               | Henri Cochet (FRA)                   | Umberto De Morpurgo (ITA)            |
| 1928–1984                       | inte med på det olympiska programmet | inte med på det olympiska programmet | inte med på det olympiska programmet |
| Seoul 1988 Detaljer...          | Miloslav Mečíř (TCH)                 | Tim Mayotte (USA)                    | Stefan Edberg (SWE)                  |
| Seoul 1988 Detaljer...          | Miloslav Mečíř (TCH)                 | Tim Mayotte (USA)                    | Brad Gilbert (USA)                   |
| Barcelona 1992 Detaljer...      | Marc Rosset (SUI)                    | Jordi Arrese (ESP)                   | Andrei Tjerkasov (EUN)               |
| Barcelona 1992 Detaljer...      | Marc Rosset (SUI)                    | Jordi Arrese (ESP)                   | Goran Ivanišević (CRO)               |
| Atlanta 1996 Detaljer...        | Andre Agassi (USA)                   | Sergi Bruguera (ESP)                 | Leander Paes (IND)                   |
| Sydney 2000 Detaljer...         | Jevgenij Kafelnikov (RUS)            | Thomas Haas (GER)                    | Arnaud Di Pasquale (FRA)             |
| Aten 2004 Detaljer...           | Nicolás Massú (CHI)                  | Mardy Fish (USA)                     | Fernando González (CHI)              |
| Peking 2008 Detaljer...         | Rafael Nadal (ESP)                   | Fernando González (CHI)              | Novak Đoković (SRB)                  |
| London 2012 Detaljer...         | Andy Murray (GBR)                    | Roger Federer (SUI)                  | Juan Martín del Potro (ARG)          |
| Rio de Janeiro 2016 Detaljer... | Andy Murray (GBR)                    | Juan Martín del Potro (ARG)          | Kei Nishikori (JPN)                  |
| Tokyo 2020 Detaljer...          | Alexander Zverev (GER)               | Karen Chatjanov (ROC)                | Pablo Carreño Busta (ESP)            |
| Paris 2024 Detaljer...          | Novak Đoković (SRB)                  | Carlos Alcaraz (ESP)                 | Lorenzo Musetti (ITA)                |

### Damdubbel
| Spel                            | Guld                                            | Silver                                                   | Brons                                               |
| Antwerpen 1920 Detaljer...      | Winifred McNair och Kathleen McKane (GBR)       | Geraldine Beamish och Dorothy Holman (GBR)               | Suzanne Lenglen och Élisabeth d'Ayen (FRA)          |
| Paris 1924 Detaljer...          | Hazel Wightman och Helen Wills (USA)            | Phyllis Covell och Kathleen McKane (GBR)                 | Dorothy Shepherd-Barron och Evelyn Colyer (GBR)     |
| 1928–1984                       | inte med på det olympiska programmet            | inte med på det olympiska programmet                     | inte med på det olympiska programmet                |
| Seoul 1988 Detaljer...          | Pam Shriver och Zina Garrison (USA)             | Jana Novotná och Helena Suková (TCH)                     | Elizabeth Smylie och Wendy Turnbull (AUS)           |
| Seoul 1988 Detaljer...          | Pam Shriver och Zina Garrison (USA)             | Jana Novotná och Helena Suková (TCH)                     | Steffi Graf och Claudia Kohde-Kilsch (FRG)          |
| Barcelona 1992 Detaljer...      | Gigi Fernández och Mary Joe Fernández (USA)     | Conchita Martínez och Arantxa Sánchez Vicario (ESP)      | Rachel McQuillan och Nicole Bradtke (AUS)           |
| Barcelona 1992 Detaljer...      | Gigi Fernández och Mary Joe Fernández (USA)     | Conchita Martínez och Arantxa Sánchez Vicario (ESP)      | Leila Meschi och Natasha Zvereva (EUN)              |
| Atlanta 1996 Detaljer...        | Gigi Fernández och Mary Joe Fernández (USA)     | Jana Novotná och Helena Suková (CZE)                     | Conchita Martínez och Arantxa Sánchez Vicario (ESP) |
| Sydney 2000 Detaljer...         | Serena Williams och Venus Williams (USA)        | Kristie Boogert och Miriam Oremans (NED)                 | Els Callens och Dominique Van Roost (BEL)           |
| Aten 2004 Detaljer...           | Li Ting och Sun Tiantian (CHN)                  | Conchita Martínez och Virginia Ruano Pascual (ESP)       | Paola Suárez och Patricia Tarabini (ARG)            |
| Peking 2008 Detaljer...         | Serena Williams och Venus Williams (USA)        | Anabel Medina Garrigues och Virginia Ruano Pascual (ESP) | Yan Zi och Zheng Jie (CHN)                          |
| 2012 London Detaljer...         | Serena Williams och Venus Williams (USA)        | Andrea Hlaváčková and Lucie Hradecká (CZE)               | Marija Kirilenko och Nadia Petrova (RUS)            |
| Rio de Janeiro 2016 Detaljer... | Jekaterina Makarova och Jelena Vesnina (RUS)    | Timea Bacsinszky och Martina Hingis (SUI)                | Lucie Šafářová och Barbora Strýcová (CZE)           |
| Tokyo 2020 Detaljer...          | Barbora Krejčíková och Kateřina Siniaková (CZE) | Belinda Bencic och Viktorija Golubic (SUI)               | Laura Pigossi och Luisa Stefani (BRA)               |
| Paris 2024 Detaljer...          | Sara Errani och Jasmine Paolini (ITA)           | Mirra Andrejeva och Diana Shnaider (AIN)                 | Cristina Bucșa och Sara Sorribes Tormo (ESP)        |

### Herrdubbel
| Spel                            | Guld                                             | Silver                                                  | Brons                                           |
| Aten 1896 Detaljer...           | John Pius Boland (GBR) och Friedrich Traun (GER) | Demetrios Petrokokkinos och Dionysios Kasdaglis (GRE)   | Edwin Flack (AUS) och George Robertson (GBR)    |
| Paris 1900 Detaljer...          | Lawrence Doherty och Reginald Doherty (GBR)      | Max Décugis (FRA) och Basil Spalding de Garmendia (USA) | Georges de la Chapelle och André Prévost (FRA)  |
| Paris 1900 Detaljer...          | Lawrence Doherty och Reginald Doherty (GBR)      | Max Décugis (FRA) och Basil Spalding de Garmendia (USA) | Harold Mahony och Arthur Norris (GBR)           |
| St. Louis 1904 Detaljer...      | Edgar Leonard och Beals Wright (USA)             | Alphonzo Bell och Robert LeRoy (USA)                    | Joseph Wear och Allen West (USA)                |
| St. Louis 1904 Detaljer...      | Edgar Leonard och Beals Wright (USA)             | Alphonzo Bell och Robert LeRoy (USA)                    | Clarence Gamble och Arthur Wear (USA)           |
| London 1908 Detaljer...         | George Hillyard och Reginald Doherty (GBR)       | Josiah Ritchie och James Parke (GBR)                    | Clement Cazalet och Charles Dixon (GBR)         |
| Stockholm 1912 Detaljer...      | Harry Kitson och Charles Winslow (RSA)           | Arthur Zborzil och Fritz Pipes (AUT)                    | Albert Canet och Edouard Mény de Marangue (FRA) |
| Antwerpen 1920 Detaljer...      | Oswald Turnbull och Maxwell Woosnam (GBR)        | Ichiya Kumagae och Seiichiro Kashio (JPN)               | Max Décugis och Pierre Albarran (FRA)           |
| Paris 1924 Detaljer...          | Vincent Richards och Francis Hunter (USA)        | Jacques Brugnon och Henri Cochet (FRA)                  | Jean Borotra och René Lacoste (FRA)             |
| 1928–1984                       | inte med på det olympiska programmet             | inte med på det olympiska programmet                    | inte med på det olympiska programmet            |
| Seoul 1988 Detaljer...          | Ken Flach och Robert Seguso (USA)                | Emilio Sánchez och Sergio Casal (ESP)                   | Miloslav Mečíř och Milan Šrejber (TCH)          |
| Seoul 1988 Detaljer...          | Ken Flach och Robert Seguso (USA)                | Emilio Sánchez och Sergio Casal (ESP)                   | Stefan Edberg och Anders Järryd (SWE)           |
| Barcelona 1992 Detaljer...      | Boris Becker och Michael Stich (GER)             | Wayne Ferreira och Piet Norval (RSA)                    | Javier Frana och Christian Miniussi (ARG)       |
| Barcelona 1992 Detaljer...      | Boris Becker och Michael Stich (GER)             | Wayne Ferreira och Piet Norval (RSA)                    | Goran Ivanišević och Goran Prpić (CRO)          |
| Atlanta 1996 Detaljer...        | Todd Woodbridge och Mark Woodforde (AUS)         | Neil Broad och Tim Henman (GBR)                         | Marc-Kevin Goellner och David Prinosil (GER)    |
| Sydney 2000 Detaljer...         | Sébastien Lareau och Daniel Nestor (CAN)         | Todd Woodbridge och Mark Woodforde (AUS)                | Àlex Corretja och Albert Costa (ESP)            |
| Aten 2004 Detaljer...           | Fernando González och Nicolás Massú (CHI)        | Nicolas Kiefer och Rainer Schüttler (GER)               | Mario Ančić och Ivan Ljubičić (CRO)             |
| Peking 2008 Detaljer...         | Roger Federer och Stanislas Wawrinka (SUI)       | Simon Aspelin och Thomas Johansson (SWE)                | Bob Bryan och Mike Bryan (USA)                  |
| London 2012 Detaljer...         | Bob Bryan och Mike Bryan (USA)                   | Michaël Llodra och Jo-Wilfried Tsonga (FRA)             | Julien Benneteau och Richard Gasquet (FRA)      |
| Rio de Janeiro 2016 Detaljer... | Marc López och Rafael Nadal (ESP)                | Florin Mergea och Horia Tecău (ROU)                     | Steve Johnson och Jack Sock (USA)               |
| Tokyo 2020 Detaljer...          | Nikola Mektić och Mate Pavić (CRO)               | Marin Čilić och Ivan Dodig (CRO)                        | Marcus Daniell och Michael Venus (NZL)          |
| Paris 2024 Detaljer...          | Matthew Ebden och John Peers (AUS)               | Austin Krajicek och Rajeev Ram (USA)                    | Taylor Fritz och Tommy Paul (USA)               |

### Mixeddubbel
| Spel                            | Guld                                               | Silver                                       | Brons                                                 |
| 1900 Paris Detaljer...          | Charlotte Cooper och Reginald Doherty (GBR)        | Hélène Prévost (FRA) och Harold Mahony (GBR) | Marion Jones (USA) och Lawrence Doherty (GBR)         |
| 1900 Paris Detaljer...          | Charlotte Cooper och Reginald Doherty (GBR)        | Hélène Prévost (FRA) och Harold Mahony (GBR) | Hedwiga Rosenbaumová (BOH) och Archibald Warden (GBR) |
| 1904–1908                       | inte med på det olympiska programmet               | inte med på det olympiska programmet         | inte med på det olympiska programmet                  |
| Stockholm 1912 Detaljer...      | Dorothea Köring och Heinrich Schomburgk (GER)      | Sigrid Fick och Gunnar Setterwall (SWE)      | Marguerite Broquedis och Albert Canet (FRA)           |
| Antwerpen 1920 Detaljer...      | Suzanne Lenglen och Max Décugis (FRA)              | Kathleen McKane och Maxwell Woosnam (GBR)    | Milada Skrbková och Ladislav Žemla (TCH)              |
| Paris 1924 Detaljer...          | Hazel Wightman och Richard Williams (USA)          | Marion Jessup och Vincent Richards (USA)     | Kornelia Bouman och Hendrik Timmer (NED)              |
| 1928–2008                       | inte med på det olympiska programmet               | inte med på det olympiska programmet         | inte med på det olympiska programmet                  |
| London 2012 Detaljer...         | Viktoryja Azaranka och Max Mirnyj (BLR)            | Laura Robson och Andy Murray (GBR)           | Lisa Raymond och Mike Bryan (USA)                     |
| Rio de Janeiro 2016 Detaljer... | Bethanie Mattek-Sands och Jack Sock (USA)          | Venus Williams och Rajeev Ram (USA)          | Lucie Hradecká och Radek Štěpánek (CZE)               |
| Tokyo 2020 Detaljer...          | Anastasija Pavljutjenkova och Andrej Rubljov (ROC) | Jelena Vesnina och Aslan Karatsev (ROC)      | Ashleigh Barty och John Peers (AUS)                   |
| Paris 2024 Detaljer...          | Kateřina Siniaková och Tomáš Macháč (CZE)          | Wang Xinyu och Zhang Zhizhen (CHN)           | Gabriela Dabrowski och Félix Auger-Aliassime (CAN)    |

## Borttagna grenar

### Damsingel inomhus
| Spel                       | Guld                                     | Silver                      | Brons                       |
| London 1908 Detaljer...    | Gwendoline Eastlake-Smith Storbritannien | Alice Greene Storbritannien | Märtha Adlerstråhle Sverige |
| Stockholm 1912 Detaljer... | Edith Hannam Storbritannien              | Sofie Castenschiold Danmark | Mabel Parton Storbritannien |

### Herrsingel inomhus
| Spel                       | Guld                       | Silver                        | Brons                         |
| London 1908 Detaljer...    | Arthur Gore Storbritannien | George Caridia Storbritannien | Josiah Ritchie Storbritannien |
| Stockholm 1912 Detaljer... | André Gobert Frankrike     | Charles Dixon Storbritannien  | Anthony Wilding Australasien  |

### Herrdubbel inomhus
| Spel                       | Guld                                  | Silver                                 | Brons                                       |
| London 1908 Detaljer...    | Herbert Barrett och Arthur Gore (GBR) | George Caridia och George Simond (GBR) | Wollmar Boström och Gunnar Setterwall (SWE) |
| Stockholm 1912 Detaljer... | Maurice Germot och André Gobert (FRA) | Carl Kempe och Gunnar Setterwall (SWE) | Alfred Beamish och Charles Dixon (GBR)      |

### Mixeddubbel inomhus
| Spel                       | Guld                                 | Silver                                    | Brons                                   |
| Stockholm 1912 Detaljer... | Edith Hannam och Charles Dixon (GBR) | Helen Aitchison och Herbert Barrett (GBR) | Sigrid Fick och Gunnar Setterwall (SWE) |